# Gamasellus silvaticus
Gamasellus silvaticus är en spindeldjursart som beskrevs av Davydova 1982. Gamasellus silvaticus ingår i släktet Gamasellus och familjen Ologamasidae. Inga underarter finns listade i Catalogue of Life.